# Pleurotomella rossi
Pleurotomella rossi é uma espécie de gastrópode do gênero Pleurotomella, pertencente a família Raphitomidae.